# Mirmecófilo

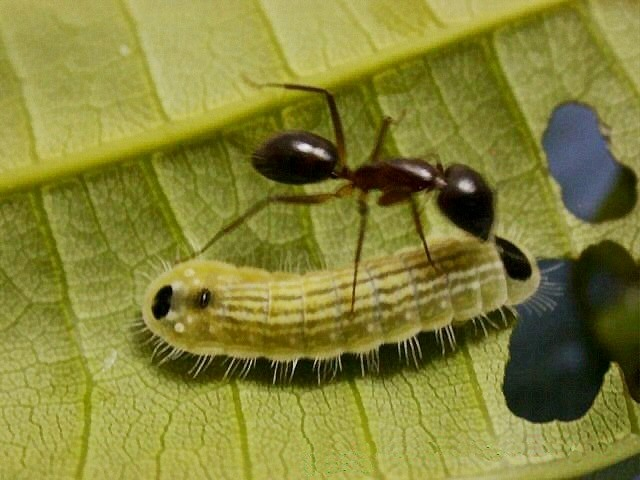
Una hormiga cuidando a una oruga de un licénido.

Un mirmecófilo es un organismo que vive en asociación con hormigas. Mirmecofilia significa literalmente «amor (o afinidad) por las hormigas» y se refiere a asociaciones mutualistas con estos insectos, aunque en un sentido más amplio se utiliza también para referirse a interacciones antagónicas como comensalismo o incluso parasitismo.
Los mirmecófilos pueden desempeñar varios papeles en las colonias de hormigas que los hospedan. Muchos consumen materiales de desecho de los nidos, como hormigas o larvas muertas, u hongos que crecen en el nido. Algunos, sin embargo, se alimentan de los víveres que almacenan las hormigas, o son predadores de sus huevos, larvas o crisálidas. Otros benefician a las hormigas proveyéndolas de una fuente de comida. Muchas relaciones mirmecófilas son obligadas, esto es, que uno u otro participante requiere de esta relación para su supervivencia, y algunas asociaciones son facultativas, beneficiando a uno o a ambos participantes, pero no es necesaria para su supervivencia.
Una asociación mirmecófila bien conocida se da en las mariposas de las familias Lycaenidae y Riodinidae. Muchas orugas de estas familias producen néctar mediante unos órganos especializados y se comunican con las hormigas emitiendo sonidos y vibraciones. Se cree que su asociación con las hormigas reduce los parásitos de las orugas de esta mariposa.
Algunos escarabajos de las familias Cholevidae, Pselaphidae, Staphylinidae, Histeridae y Ptiliidae, o la mariquita Thalassa saginata son mirmecófilos. Asociaciones mirmecófilas también se pueden encontrar en otros insectos, como áfidos y membranácidos, ortópteros como grillo Myrmecophilus acervorum, o el género de sírfidos Microdon, y otros dípteros como las  moscas soldado Clitellaria obtusa.
También se da en algunos ácaros y arañas, en particular algunos ácaros oribátidos, en los que se ha comprobado que son mirmecófilos obligados.
Excepcionalmente se observa en los moluscos, como en el caso de Allopeas myrmekophilos.
El primer trabajo importante en la catalogación de mirmecófilos británicos fue realizado por Horace Donisthorpe en su libro de 1927 The Guests of British Ants.

## Plantas mirmecófitas
Las interacciones entre plantas y hormigas son de amplia distribución geográfica, con centenares de especies de plantas mirmecófitas en varias familias, como Leguminosae, Euphorbiaceae y Orchidaceae. En general, estas plantas proporcionan refugio y comida a cambio de protección, dispersión de semillas (mirmecocoria), control de competencia con otras plantas, servicios higiénicos y o suplementos nutritivos.